# Línea 501 (Córdoba)
Línea 501 fue una línea de transporte urbano de pasajeros de la ciudad de Córdoba, Argentina. El servicio estaba operado por la empresa Autobuses Santa Fe. Actualmente está fuera de servicio.

## Recorrido

### 1.er. anillo, sentido antihorario
Servicio diurno.
Desde Av. Cruz Roja Argentina – M Lopez – Haya de la Torre – E. Barros – Los Nogales – C. Arenales – Richieri – Cruz Roja Argentina - Av. Madrid – Av. Deodoro Roca- Av. Revolución de Mayo – Bajada Pucará – Bv. Perón – Puente Rosario de Santa Fe – Rosario de Santa Fe – Larrea –Salto- Roma – Cochabamba – Esquiú – Juan B. Justo – Jerónimo Luis de Cabrera – C. Olmedo – Bedoya – Brandsen – Castro Barros – Santa Fe – Av. Colón – Mendoza – Paso de los Andes – Av. Duarte Quirós – Sol de Mayo – Av. Fuerza Aérea – Rotonda Ruta 20 – Julio A. Roca –La Pampa - Venus - Emilio Achaval - cruce La Cañada
- Kronfus - R. de la Torre - Naciones Unidas - Friuli - Cruz Roja Argentina - Maestro López (UTN).